# 周𤐣
周𤐣（1584年—1623年），字上玉，一字铉吉，號百千，福建興化府莆田县人，明朝政治人物。

## 生平
万历三十四年（1606年）丙午科福建乡试举人，三十五年（1607年）丁未科進士，户部觀政，三十六年授山东曹州知州，以赎鍰许民输布絮，因制衣以给寒者。四十年丁憂，四十四年补四川嘉定州知州，本年升兵部员外，四十六年升湖广提学佥事，天启元年升本省右参议，分守荆西，征蜀官兵扰民，鼎密白巡抚严约束，而躬自慰问劳苦，威惠并行，众始戢。有奸民仇某甲詐为其人谋乱，书与狱囚约内应，故委于道，吏得之，大怖。鼎曰：此反间计耳。密侦之，当再至。奸果获，众钦其神。天啓三年卒，年四十。

## 家族
曾祖父周京，历官監察御史、岳州知府。祖父周誥，提举、奉直大夫。父周椿。母康氏。重庆下。弟周熺、周㷷。